# Nanocables bacterianos

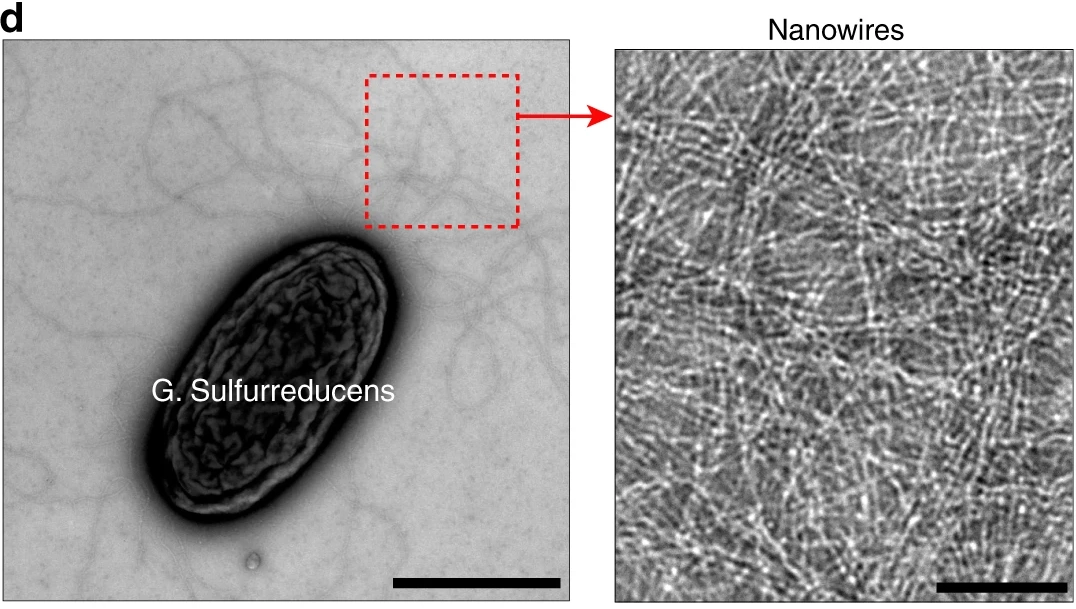
Geobacter sulfurreducens y su nanocables

Los nanocables bacterianos (también conocidos como nanocables microbianos) son apéndices conductores de electricidad producidos por una serie de bacterias, principalmente (pero no exclusivas) por los géneros Geobacter y Shewanella. También se han confirmado nanocables conductores en la cianobacteria <i id="mwGQ">Synechocystis</i> PCC6803 y un cocultivo termofílico, metanogénico  dePelotomaculum thermopropionicum y Methanothermobacter thermoautotrophicus . Desde la perspectiva fisiológica y funcional, los nanocables bacterianos son diversos. El papel preciso que juegan los nanocables microbianos en sus sistemas biológicos aun no se ha comprendido por completo, aunque se han postulado diferentes funciones hipotéticas. Fuera de un entorno natural, los nanocables bacterianos han demostrado tener potencial para ser útiles en varios campos, en particular en las industrias de bioenergía y biorremediación.

## Fisiología
Originalmente se pensó que los nanocables de Geobacter eran pili modificados, que se utilizan para establecer conexiones a los aceptores de electrones terminales durante algunos tipos de respiración anaerobia. Investigaciones posteriores han demostrado que los nanocables de Geobacter están compuestos de citocromos apilados, como OmcS y OmcZ. A pesar de ser fisiológicamente distintos de los pili, los nanocables bacterianos a menudo se describen como pili, debido a la idea errónea inicial sobre su descubrimiento. Estos nanocables de citocromo apilados forman una matriz perfecta de grupos hemo que estabilizan el nanocable mediante el apilamiento pi y proporcionan una ruta para el transporte de electrones . Las especies del género Geobacter utilizan nanocables para transferir electrones a aceptores de electrones extracelulares (como los óxidos de Fe (III)). Esta función se descubrió mediante el estudio de cepas mutantes, cuyos nanocables podrían adherirse al hierro, pero no lo reducirían.
Los nanocables de Shewanella tampoco son técnicamente pili, sino extensiones de la membrana externa que contienen citocromos de la membrana externa, grupos decahemo de MtrC y OmcA. La presencia de citocromos de la membrana externa y la falta de conductividad en los nanocables del cepas mutantes deficientes en MtrC y OmcA apoyan la hipótesis de que los nanocables son un  mecanismo para transportar electrones a través de los nanocables de Shewanella.
Además, los nanocables pueden facilitar la transferencia de electrones de largo alcance a través de capas gruesas de biopelículas. Al conectarse a otras células a su alrededor, los nanocables permiten que las bacterias ubicadas en estratos del biofilm en condiciones anóxicas sigan utilizando oxígeno como su aceptor de electrones terminal. Por ejemplo, se ha observado que los organismos del género Shewanella forman nanocables conductores de electricidad en respuesta a la limitación del aceptor de electrones.

## Historia
El concepto de electromicrobiología ha existido desde principios de la década de 1900, cuando una serie de descubrimientos encontraron células capaces de producir electricidad. Michael Cressé Potter demostró por primera vez en 1911 que las células podían convertir la energía química en energía eléctrica. No fue hasta 1988 que se observó el transporte extracelular de electrones (TEE) por primera vez con los descubrimientos independientes de las bacterias Geobacter y Shewanella y sus respectivos nanocables. Desde sus descubrimientos, se han identificado otros microbios que contienen nanocables, pero siguen siendo los más estudiados. En 1998, se observó TEE en un entorno de pila de combustible microbiana por primera vez utilizando la bacteria Shewanella para reducir un electrodo de Fe (III). En 2010, se demostró que los nanocables bacterianos habían facilitado el flujo de electricidad hacia la bacteria <i id="mweA">Sporomusa.</i> Esta fue la primera instancia observada de TEE utilizada para atraer electrones del medio ambiente a una celda. La investigación persiste hasta la fecha para explorar los mecanismos, las implicaciones y las aplicaciones potenciales de los nanocables y los sistemas biológicos de los que forman parte.

## Implicaciones y aplicaciones potenciales

### Implicaciones biológicas
Se ha demostrado que los microorganismos utilizan nanocables para facilitar el uso de metales extracelulares como aceptores terminales de electrones en una cadena de transporte de electrones . El alto potencial de reducción de los metales que reciben electrones es capaz de impulsar una producción considerable de ATP. Aparte de eso, el alcance de las implicaciones provocadas por la existencia de nanocables bacterianos no se comprende por completo. Se ha especulado que los nanocables pueden funcionar como conductos para el transporte de electrones entre diferentes miembros de una comunidad microbiana. Esto tiene el potencial de permitir una retroalimentación reguladora o una comunicación entre miembros de la misma o incluso diferentes especies microbianas. Algunos organismos son capaces tanto de expulsar como de absorber electrones a través de los nanocables. Es probable que esas especies puedan oxidar metales extracelulares usándolos como un electrón o fuente de energía para facilitar los procesos celulares que consumen energía. Los microbios también podrían usar los nanocables para almacenar temporalmente electrones en metales. La acumulación de una concentración de electrones en un ánodo de metal crearía una especie de batería que las células podrían usar más tarde para impulsar la actividad metabólica. Si bien estas posibles implicaciones proporcionan una hipótesis razonable sobre el papel del nanoalambre bacteriano en un sistema biológico, se necesita más investigación para comprender completamente hasta qué punto las especies celulares se benefician del uso de nanocables.

### Aplicaciones de bioenergía en celdas de combustible microbianas
En celdas de combustible microbianas (CCM), los nanocables bacterianos generan electricidad a través del transporte de electrones extracelulares al ánodo de la CCM. Se ha demostrado que las redes de nanocables mejoran la producción de electricidad de las CCM con una conductividad eficiente y de largo alcance. En particular, los nanocables bacterianos de Geobacter sulfurreducens poseen una conductividad similar a la metálica, produciendo electricidad a niveles comparables a los de las nanoestructuras metálicas sintéticas. Cuando las cepas bacterianas se manipulan genéticamente para impulsar la formación de nanocables, generalmente se observan mayores rendimientos de electricidad. Recubrir los nanocables con óxidos metálicos también promueve aún más la conductividad eléctrica. Además, estos nanocables pueden transportar electrones hasta distancias de una escala de centímetros. La transferencia de electrones de largo alcance a través de redes de nanocables microbianos permite que las células viables que no están en contacto directo con un ánodo contribuyan al flujo de electrones.
Hasta la fecha, la corriente producida por nanocables bacterianos es muy baja. A través de una biopelícula de 7 micrómetros de espesor, se reporta una densidad de corriente de alrededor de 17 microamperios por centímetro cuadrado y un voltaje de alrededor de 0,5 voltios.

### Otras aplicaciones significativas
Se ha demostrado que los nanocables microbianos de Shewanella y Geobacter ayudan en la biorremediación de las aguas subterráneas contaminadas con uranio. Para demostrar esto, los científicos compararon y observaron la concentración de uranio extraído por cepas de Geobacter con pili y sin pili. A través de una serie de experimentos controlados, pudieron deducir que las cepas con nanocables eran más efectivas en la mineralización de uranio en comparación con las cepas mutantes sin nanocables.
En la industria bioelectrónica se pueden observar otras aplicaciones importantes de los nanocables bacterianos. Con los recursos sostenibles en mente, los científicos han propuesto el uso futuro de biopelículas de Geobacter como plataforma para transistores y supercondensadores funcionales bajo el agua, capaces de autorrenovar su energía.
El 20 de abril de 2020, los investigadores demostraron un memristor difusivo fabricado a partir de nanocables de proteínas de la bacteria Geobacter sulfurreducens que funciona a voltajes sustancialmente más bajos que los descritos anteriormente y puede permitir la construcción de neuronas artificiales que funcionan a voltajes de potenciales de acción biológicos. Los nanocables bacterianos varían de los nanocables de silicio utilizados tradicionalmente al mostrar un mayor grado de biocompatibilidad. Se necesita más investigación, pero los memristores pueden eventualmente usarse para procesar directamente señales biosensibles, para computación neuromórfica y / o comunicación directa con neuronas biológicas.